# Kaemis aeruginosus
Kaemis aeruginosus es una especie de arañas araneomorfas de la familia Dysderidae.

## Distribución geográfica
Es endémica del noreste de la península ibérica (España).